# Goudgele koraalzwam
De goudgele koraalzwam (Ramaria aurea) is een schimmel die behoort tot de familie Gomphaceae. Hij is waarschijnlijk ectomycorrhizavormend met Fagus en op eiken (Quercus).

## Kenmerken

### Uiterlijke kenmerken
Het vruchtlichaam is 7 tot 12 cm hoog en 5 tot 11 cm breed. Het verdeelt zich van een dikke, witachtige steel in talrijke takken die aan het einde gevorkt of afgeknot zijn. Ze zijn licht zalmoranje of zalmkleurig; de uiteinden zijn diep maisgeel, maar hetzelfde gekleurd als de takken. De steel wordt 2 tot 4 cm hoog en loopt min of meer taps toe naar de basis. Het is wit onder en getint citroengeel boven. Het vruchtvlees is gebroken wit en gemarmerd, waterig van consistentie en heeft een milde, later bittere smaak met een grasachtige, houtachtige geur.

### Microscopische kenmerken
Kenmerkend zijn een goudgele kleur bij jonge vruchtlichamen, hyfen zonder gespen en sporen 8-13 × 4-6 μm, bezet met wratjes en korte bochtige lijntjes.

## Verspreiding
De goudgele koraalzwam komt met name voor in Europa, Noord-Amerika, Australië en Japan. In Nederland komt deze zwam zeldzaam voor. Hij is ook wijdverbreid in Europa van Italië tot Zweden en Finland en van Frankrijk en Groot-Brittannië tot Tsjechië. Hij staat op de rode lijst in de categorie 'bedreigd'.